# Goniothalamus grandiflorus
Goniothalamus grandiflorus este o specie de plante din genul Goniothalamus, familia Annonaceae. A fost descrisă pentru prima dată de Otto Warburg, și a primit numele actual de la Jacob Gijsbert Boerlage. Conform Catalogue of Life specia Goniothalamus grandiflorus nu are subspecii cunoscute.